# Stowarzyszenie Artystyczne „Muzyka Centrum”
Stowarzyszenie Artystyczne „Muzyka Centrum“, jako stowarzyszenie wykonawców muzyki współczesnej, powstało w 1977 roku w Krakowie, założone z inicjatywy Marka Chołoniewskiego.
Członkowie zrzeszenia organizują koncerty, w ramach których prezentowane są różnorodne style i osiągnięcia muzyki współczesnej. Od roku 1991 „Muzyka Centrum” jest członkiem Europejskiej Konferencji Promotorów Muzyki Współczesnej. Stowarzyszenie organizuje koncerty, warsztaty, nagrywa płyty i organizuje projekty internetowe i plenerowe. Stowarzyszenie Artystyczne „Muzyka Centrum“, organizuje Festiwal Audio Art, festiwal Pomosty i Międzynarodowe Warsztaty Muzyki Współczesnej.

## Członkowie Stowarzyszenia Artystycznego „Muzyka Centrum“
Iliana Alvarado – taniec, Franciszek Araszkiewicz – fortepian, video, kompozycja, instalacje, Marcin Barski – instalacje, performance, programowanie, Bożena Boba-Dyga – głos, perkusjonalia, Barbara Bogunia – głos, performance, tekst, Marek Chołoniewski - elektronika, instrumenty klawiszowe, Jan Cielecki – klarnet, Mariusz Czarnecki – perkusja, Konrad Gęca – elektronika, performance, kompozycja, Piotr Grodecki – fortepian, Renata Guzik – flet, Leszek Hefi Wiśniowski – flety, kompozycja, kompozycja, Anna Kwiatkowska – skrzypce, Krzysztof Kwiatkowski - fortepian, tekst, Mirosław Herbowski – fortepian, Paweł Malinowski - kompozycja, performance, Bogusława Hubisz-Sielska – altówka, Halina Jarczyk – skrzypce, Marcin Krzyżanowski – wiolonczela, Tomasz Lida – dyrygent, skrzypce, Roman Opuszyński – fortepian, Janusz Pater – akordeon, Dominika Peszko – fortepian, Mariusz Pędziałek – obój, rożek angielski, Kazimierz Pyzik – kontrabas, wiolonczela, viola da gamba, Adam Radzikowski – fortepian, Barbara Stuhr – skrzypce, Krzysztof Suchodolski – wiolonczela, Monika Szpyrka – kompozycja, performance, Anna Szwajgier – performance, instalacje, tekst, Olga Szwajgier – sopran, Stanisław Welanyk – dyrygent, perkusja, Barbara Wojciechowska – altówka, Tomasz Wyroba – wiolonczela, Anna Zielińska – skrzypce, elektronika.